# 米申 (堪薩斯州)
米申（英語：Mission）是一個位於美國堪薩斯州約翰遜縣的城市。

## 地方資料
根據2020年美國人口普查的數據，米申的面積為6.93平方千米，當中陸地面積為6.91平方千米，而水域面積為0.02平方千米。當地共有人口9954人，而人口密度為每平方千米1,436.36人。